# Ferrari 246 F1-66
La Ferrari 246 F1-66 è un'autovettura monoposto da Formula 1 prodotta dalla Ferrari nel 1966.

## Il contesto
Dal 1961 al 1966 in Formula 1 fu posto il limite di cilindrata ai motori delle monoposto a 1.500 cm³. Venne presa questa decisione a causa dell'elevato numero di incidenti mortali occorsi nella seconda metà degli anni cinquanta, che consigliarono una minore potenza dei propulsori. Nel 1966 questo limite massimo fu portato a 3.000 cm³, ma la Ferrari decise di contrastare la concorrenza con la progettazione di una monoposto che avesse un motore di cilindrata decisamente inferiore a quella massima consentita. La Ferrari quindi ideò e costruì la “246 F1-66”, che possedeva un propulsore V6 di soli 2,4 L, ma era dotata di un peso e di dimensioni contenute.
La sigla numerica nel nome del modello era collegata alle caratteristiche del motore; più precisamente le prime tre cifre richiamavano la cilindrata totale, che era circa di 2,4 L, ed il numero di cilindri, che erano 6 a V. La sigla “F1” invece significava Formula 1, ed era collegata alla tipologia di competizioni a cui prese parte, mentre “66” indicava l'anno di produzione. Quest'ultimo fu aggiunto per differenziarla dalla quasi omonima 246 F1. Le due vetture, sebbene avessero un nome molto simile, erano profondamente diverse. I due motori, infatti, nonostante le caratteristiche generali affini (la cilindrata di 2,4 L ed i 6 cilindri a V), possedevano, per esempio, le misure della corsa e dell'alesaggio differenti. La caratteristica meccanica che forse le distingueva di più era la posizione del motore: per la 246 F1 era anteriore, mentre per la 246 F1-66 era posteriore. Le dissomiglianze però risiedevano anche in molti altri componenti, come ad esempio le sospensioni, il telaio, i freni, lo sterzo, la carburazione, ecc..
Il propulsore installato su questa vettura era un cosiddetto “Dino”. L'appellativo di questo tipo di motori Ferrari derivava dal nome del figlio di Enzo Ferrari, Dino, a cui è attribuita la progettazione. Questo propulsore aveva una peculiarità: era un V6 che possedeva l'angolo tra le due bancate di 65°. Fu progettato e realizzato con questa caratteristica per limitare gli ingombri.
L'impianto generale della meccanica fu conforme a quello delle altre monoposto prodotte nello stesso periodo, cioè con il motore allineato al differenziale ed al cambio. Alcune caratteristiche meccaniche e la forma della carrozzeria, soprattutto nella parte anteriore, derivavano dalla 156 F1-63.

## Le competizioni
Il modello arrivò secondo, in una prova non valevole per il campionato, al Gran Premio di Siracusa del 1966 guidato da Lorenzo Bandini, dietro alla Ferrari 312 F1 di John Surtees. I  risultati migliori al Campionato mondiale di Formula 1 1966 furono un secondo posto al Gran Premio di Monaco ed una terza posizione al Gran Premio del Belgio, entrambi con Lorenzo Bandini alla guida. Al Gran Premio d'Italia, Giancarlo Baghetti non si classificò nel tempo massimo.

## Caratteristiche tecniche
Il motore era un V6 a 65° posteriore e longitudinale. L'alesaggio e la corsa erano rispettivamente di 90 mm e 63 mm, che portavano la cilindrata totale a 2404,74 cm³. Il rapporto di compressione era di 11,2:1. La potenza massima erogata dal propulsore era di 249 CV a 8500 giri al minuto.
La distribuzione era formata da un doppio albero a camme in testa che comandava due valvole per cilindro. Come impianto d'alimentazione montava un sistema di iniezione indiretta Lucas. L'accensione era doppia ed il relativo impianto comprendeva uno spinterogeno. La lubrificazione era a carter secco, mentre la frizione era multidisco.
Le sospensioni anteriori erano formate da quadrilateri trasversali e molle elicoidali coassiali con gli ammortizzatori telescopici entrobordo, mentre quelle posteriori erano formate da un braccio superiore, un triangolo inferiore invertito, doppi puntoni, molle elicoidali coassiali con gli ammortizzatori telescopici e barra stabilizzatrice. Entrambe erano indipendenti. I freni erano a disco, mentre la trasmissione era formata da un cambio a cinque rapporti più la retromarcia. Lo sterzo era a pignone e cremagliera.
Il telaio era una semi-monoscocca, con tubi di acciaio e pannelli di alluminio, mentre la carrozzeria era monoposto da Formula 1.

## Risultati completi
| Anno | Team                                          | Motore                                             | Gomme | Piloti     |   |   |  |  |  |     |    |  |  | Punti | Pos. |
| ---- | --------------------------------------------- | -------------------------------------------------- | ----- | ---------- | - | - |  |  |  | --- | -- |  |  | ----- | ---- |
| 1966 | Scuderia Ferrari SpA SEFAC Reg Parnell Racing | Ferrari Tipo 228, 2.404 cc (146,7 cu in) V6 (65 °) | D F   | Bandini    | 2 | 3 |  |  |  |     |    |  |  | 10    | 2º   |
| 1966 | Scuderia Ferrari SpA SEFAC Reg Parnell Racing | Ferrari Tipo 228, 2.404 cc (146,7 cu in) V6 (65 °) | D F   | Scarfiotti |   |   |  |  |  | Rit |    |  |  | 10    | 2º   |
| 1966 | Scuderia Ferrari SpA SEFAC Reg Parnell Racing | Ferrari Tipo 228, 2.404 cc (146,7 cu in) V6 (65 °) | D F   | Baghetti   |   |   |  |  |  |     | NC |  |  | 10    | 2º   |

| Legenda | 1º posto     | 2º posto | 3º posto    | A punti         | Senza punti/Non class.  | Grassetto – Pole position Corsivo – Giro più veloce |
| Legenda | Squalificato | Ritirato | Non partito | Non qualificato | Solo prove/Terzo pilota | Grassetto – Pole position Corsivo – Giro più veloce |